# Minneiska
Minneiska város az Amerikai Egyesült Államok Minnesota államában, Wabasha és Winona megyében. Lakosainak száma 97 fő (2020. április 1.).

## Népesség
A település népességének változása:

| 2010 | 61 |
| 2020 | 97 |